# José Mariano Serrano
José Mariano Serrano (La Plata (hoy Sucre), Imperio español; 8 de septiembre de 1788-Pitantorrilla, Sucre, Bolivia; 1851 o en 1852) fue político y jurista boliviano. Fue secretario y diputado en el Congreso de Tucumán del 9 de julio de 1816, el cual declaró la Independencia de las Provincias Unidas del Río de la Plata, y presidente de la Asamblea General del Alto Perú que declaró la Independencia de Bolivia el 6 de agosto de 1826.

## Biografía
Serrano nació en la ciudad de La Plata, perteneciente en ese entonces al Virreinato del Río de la Plata. 
Obtuvo el título de bachiller en la Universidad Mayor, Real y Pontificia de San Francisco Xavier de Chuquisaca el 1 de diciembre de 1805, ingresando a la Academia Carolina el 23 de octubre de 1807.
Estuvo implicado en la Revolución de Chuquisaca, el 25 de mayo de 1809.
Adhirió a la Revolución de Mayo de 1810 en Buenos Aires, lo que le valió la persecución de las autoridades realistas.
Se recibió de abogado el 11 de marzo de 1811 pero tras la derrota patriota en la batalla de Huaqui por decisión de Goyeneche fue expatriado y eliminado de la matrícula, pasando a San Miguel de Tucumán. 
Afincado en Buenos Aires fue designado diputado por Chuquisaca a la Asamblea del Año XIII y tras la revolución de 1815 contra Carlos María de Alvear integró la Junta de Observación.
Junto a Medrano, Gascón, Sáenz y Anchorena redactó el Estatuto Provisional destinado a reglamentar el gobierno de las Provincias Unidas del Río de la Plata hasta la organización del Congreso de Tucumán.

### Congreso Constituyente (1816-1819)
En 1816 fue elegido diputado por Charcas para el Congreso, del que fue secretario junto a Juan José Paso.
Como tal y a partir del 6 de julio de ese año, fue el responsable de seguir un libro de sesiones secretas del Congreso. También redactó el texto del Acta de la Independencia, en español y quechua; y, al disponerse la impresión del Acta, también se la redactó en aimara. 
Años después, defendiéndose de acusaciones de deslealtad afirmaba "el acta sagrada de la Independencia hecha por mí, suscripta por mí como diputado, autorizada por mí como secretario".
Una vez aprobada, fue comisionado también para la impresión de 3000 ejemplares del acta para su distribución.
En el Congreso apoyó la idea de una monarquía constitucional, desechando la opción de elegir para el cargo a un descendiente de los incas y considerando que la prioridad era, de cualquier manera, fortalecer el ejército para lo que propuso diversas medidas de financiamiento.
Juan Martín de Pueyrredón le adjudica la redacción del Manifiesto de la Independencia que fue finalmente aceptado tras el rechazo de los propuestos por Medrano y Paso sucesivamente.
Bernardo Frías dice que "fue el primer orador de aquella asamblea y la cabeza más nutrida y cultivada que tuvo". Presidió en dos ocasiones el Congreso y como su vicepresidente suscribió la Constitución de 1819, renunciando finalmente a su diputación en noviembre de ese año.

### Tucumán y Salta (1819-1825)
Regresando a Tucumán fue capturado en la provincia de Santa Fe por tropas de Francisco Ramírez y conducido enchalecado con tientos de cuero fresco a la presencia del caudillo quien resolvió liberarlo.
Fue ministro durante la administración de Bernabé Aráoz y de González, su sucesor en la gobernación de la provincia de Tucumán. En su función promovió el envío de auxilios al Alto Perú en su lucha con los realistas e intervino en la negociación de un armisticio con el general Pedro Antonio Olañeta.
En 1824 fue secretario del gobierno de Salta, durante la gobernación del general Arenales, a quien acompañó como auditor de guerra en su campaña contra Olañeta.

### Bolivia (1825-1851)
El 24 de junio de 1825, Serrano representó a Chuquisaca en la asamblea que declaró la Independencia Boliviana, por entonces el Alto Perú, siendo electo presidente de la misma, y teniendo así el raro privilegio de participar en la firma de Independencia de dos países: Argentina y Bolivia. Fue hecho miembro de la Alta Corte de Chuquisaca en 1825 y fue presidente interino de Bolivia en dos ocasiones. 
Asumió el cargo de miembro de la Corte Suprema de Justicia de Bolivia en 1828 llegando a presidir el tribunal en 1830 y falleció ejerciendo dicha presidencia en 1851 en Sucre.
Sus restos descansan, en el Panteón de los Hombres Ilustres de Bolivia, en Sucre.